# Mobile (fleuve)
Pour les articles homonymes, voir Mobile.
Le Mobile (Mobile River en anglais) est un fleuve du sud des États-Unis, né de la confluence de l'Alabama et du Tombigbee, qui se jette dans la baie de Mobile au nord du golfe du Mexique.

## Géographie

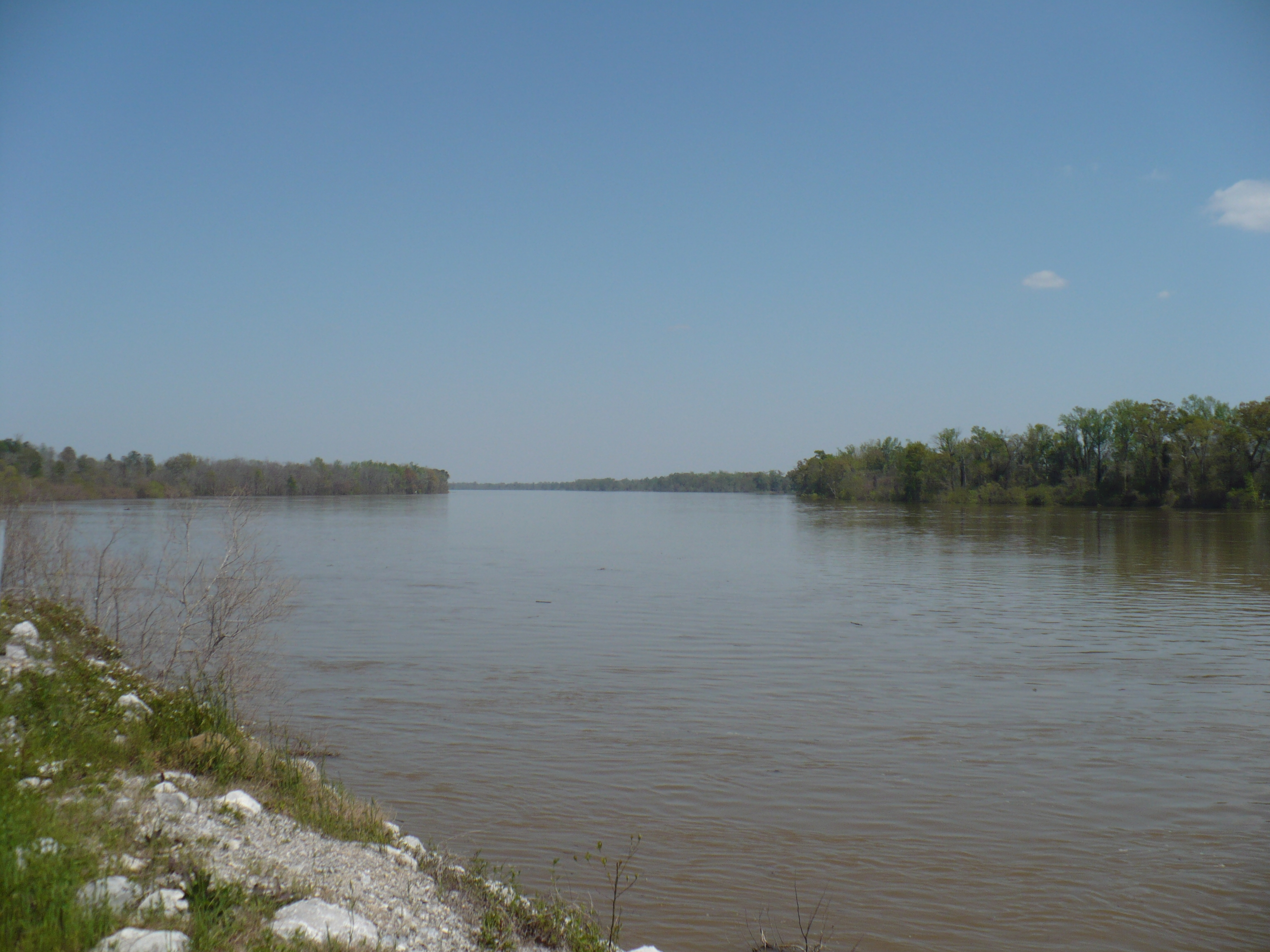
Le fleuve Mobile près de Mount Vernon.

Le Mobile naît de la confluence, près de Calvert, de l'Alabama et du Tombigbee. Entièrement sis dans l'état d'Alabama, le fleuve se jette dans la baie de Mobile au terme d'un parcours de 72 km, orienté Nord-Sud. En réunissant les eaux des deux puissantes rivières, le Mobile draine le sixième bassin versant des États-Unis (114 000 km2, 59 000 km2 pour l'Alabama et 55 000 km2 pour le Tombigbee) et se classe quatrième en termes de débit (1 812 m3 s−1). À une dizaine de kilomètres de l'embouchure, un défluent, la Tensaw River, se détache du chenal principal, longe à l'est (à une distance de 3 à 8 km) le cours du Mobile, avant de se jeter dans la mer.
L'embouchure du Mobile et de la Tensaw peut être assimilé à un delta, soit l'espace compris entre le bras du Mobile à l'ouest et de la Tensaw à l'est, vaste ensemble humide, le deuxième des États-Unis après celui du Mississippi, qui est parcouru par 250 kilomètres de voies navigables: rivières, baies, bayous, ruisseaux, lacs…

## Histoire

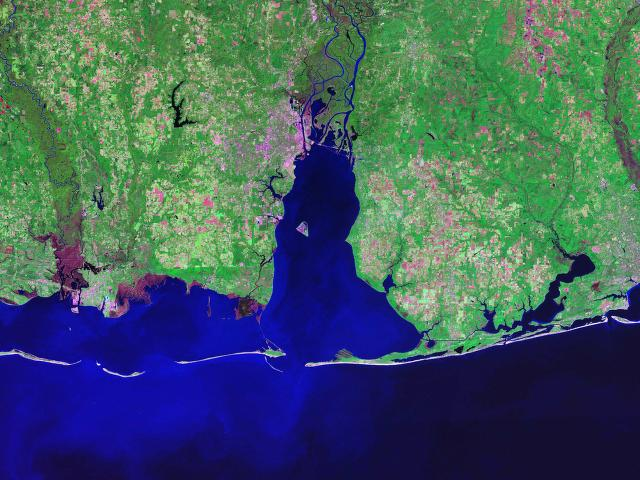
La baie de Mobile. Au nord, les cours de la Mobile River, à droite, et de son défluent, la Tensaw river, à gauche

Avant l'arrivée des Européens, de nombreuses tribus amérindiennes vivaient le long des rives du Mobile : Choctaws, Creeks, Taensas. En 1519, l'amiral espagnol Alvarez Pineda fut le premier Européen à naviguer dans la baie de Mobile ; toutefois, il ne se hasarda pas à remonter le cours du fleuve qui s'y jette. Il fallut attendre les années 1540-1541 pour que le conquistador Hernando de Soto atteigne les rives du Mobile lors de sa grande expédition dans le sud des États-Unis. Mais ce fut seulement au tournant des XVIIe et XVIIIe siècles  qu'une occupation européenne durable de la baie de Mobile et des rives du fleuve fut attestée. Dans le cadre de la rivalité entre Français, Espagnols et Anglais pour l'accès aux plaines intérieures de l'Amérique du Nord, Pierre LeMoyne d'Iberville, un Canadien d'origine française, fut envoyé par Louis XIV pour chercher un accès au Mississippi : René-Robert Cavelier de La Salle avait pu descendre le fleuve depuis la région des Grands Lacs en 1682 mais, faute d'un repérage précis sur une côte basse et marécageuse, l'embouchure du fleuve était devenue introuvable. Le 27 janvier 1699, d'Iberville arriva à la baie de Pensacola où se trouvait un fortin espagnol mais le gouverneur du fort lui en refusa l'accès. En cherchant un autre mouillage, d'Iberville entra dans une embouchure de fleuve, celle du Mobile. Le 2 février, il débarqua sur une île où il trouva une soixantaine de squelettes humains, probablement massacrés : il nomma ce lieu l'île au Massacre, rebaptisée ensuite île Dauphine ou Dauphin. Grâce aux informations données par les Indiens Biloxi, d'Iberville finit par trouver le delta du Mississippi, le 2 mars 1699,. D'Iberville fit édifier des entrepôts et quelques quais sur l'île Dauphin en raison de son importance stratégique et de la présence d'un port en eau profonde. En 1702, d'Iberville fit élever près du fleuve, à une quarantaine de kilomètres de l'embouchure, Fort Louis de la Mobile qui devint la première capitale de la Louisiane française, cette localisation à l'intérieur des terres devant favoriser la colonisation des bassins du Tombigbee et de l'Alabama. Les inondations fréquentes contraignirent les autorités à déplacer l'établissement à l'embouchure du Mobile, en 1711, à l'emplacement de la ville actuelle. Le site de l'île Dauphin fut également abandonné en raison des difficultés pour le défendre. La colonie, qui avait pris le nom de Fort Condé, perdit rapidement son statut de capitale au profit de Biloxi en 1720, elle-même remplacée en 1722 par la Nouvelle-Orléans.

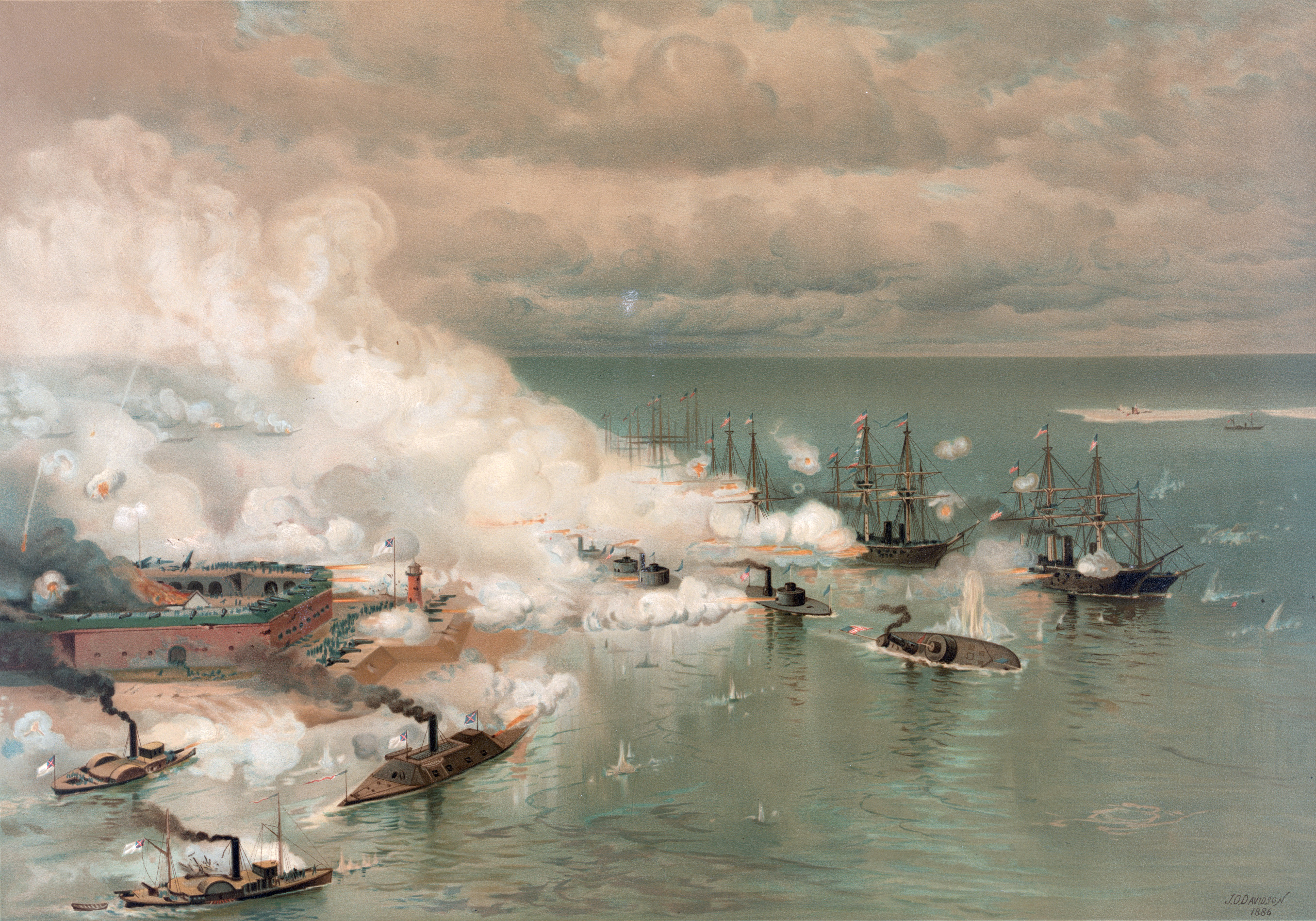
Bataille de la baie de Mobile par Louis Prang (1824-1909)

La France perdit le contrôle de la baie de Mobile et du cours du fleuve au profit de l'Angleterre, en 1763, au terme de la guerre de Sept Ans. En 1780, ce fut au tour de l'Espagne d'être maîtresse du territoire avant qu'il ne revienne définitivement aux États-Unis en 1812. En 1864, se déroula la bataille de Mobile qui marqua un tournant dans l'histoire de la guerre de Sécession. Malgré des pertes supérieures, les nordistes parvinrent à s'emparer du dernier grand port qui reliait les États confédérés au reste du monde.
L'histoire de la navigation sur le Mobile commença réellement, en 1818, avec la mise en service du premier bateau à vapeur: l'Alabama. Il fallut toutefois attendre 1826 et la décision du Congrès d'établir un chenal de 45 pieds de profondeur reliant le golfe du Mexique à l'embouchure du fleuve pour assister au développement du trafic fluvial. Des navires de haute mer et de fort tonnage pouvaient remonter jusqu'au port de Mobile et décharger ou embarquer passagers et marchandises des nombreux steamboats allant et venant sur les cours d'eau de l'immense bassin du Mobile (Alabama, Tombigbee et leurs affluents). Le port et le fleuve jouèrent alors un rôle essentiel dans l'expansion de l'économie de leur arrière-pays (tout particulièrement pour la production cotonnière) et dans l'essor du commerce maritime des États-Unis. Si la nature des marchandises a changé, le port et la voie d'eau continuent d'être essentiels pour la région. En 2009, le trafic portuaire de Mobile s'est établi à 52,2 millions de tonnes (24,4 M pour les échanges domestiques, 27,8 M pour le trafic international dont 15,6 M aux importations et 12,2 M aux exportations), ce qui le place au 10e rang national.
Le Mobile s'avère donc le passage obligé pour le trafic fluvial reliant le port éponyme situé sur les rives du golfe du Mexique et les artères fluviales de l'Alabama et du Tombigbee. Si le trafic sur l'Alabama régresse de manière dramatique depuis le milieu des années 1980, celui sur le Tombigbee est nettement plus actif et bénéficie de la mise en service, depuis décembre 1984, de la liaison à grand gabarit unissant cette rivière à la Tennessee appelée Tenn-Tom Waterway.